# Andreas Strodl
Pour les articles homonymes, voir Strodl.
Andreas Strodl, né le 26 octobre 1987, est un skieur alpin allemand.

## Biographie
Son frère Peter est aussi skieur alpin.
Membre du Partenkirchen ski club, il commence sa carrière internationale en 2002 en participant à des courses FIS. Il découvre la Coupe d'Europe en février 2007, puis la Coupe du monde trois semaines plus tard, à la descente de Garmisch-Partenkirchen, son terrain d'entraînement pour terminer 25e et donc inscrire ses premiers points. Il fait partie de la sélection allemande pour les Championnats du monde 2009 à Val d'Isère, où il dispute le super G, qui se conclut pour lui par une chute qui cause une blessure au genou, achevant sa saison de compétition.
En 2010, même s'il marque des points dans la Coupe du monde (notamment 22e rn super G à Lake Louise) et monte sur un podium de Coupe d'Europe aux Orres, il ne parvient à se faire sélectionner pour les Jeux olympiques de Vancouver. En novembre 2010, il chute de nouveau lourdement en compétition, à Lake Louise et une rupture des ligaments croisés antérieurs lui est diagnostiquée. Il est en dehors des pistes pour le reste de la saison et la suivante également. En 2012, même avec une nouvelle opération, il ne récupère toujours pas de ses blessures et n'est donc pas dans l'équipe nationale.
En fin d'année 2013, il fait son retour dans la Coupe du monde à Lake Louise et obtient aussi un podium en Coupe nord-américaine à Copper Mountain. Il prend sa retraite sportive au cours de cette saison, du fait de son genou encore endommagé.

## Palmarès

### Championnats du monde
| Édition / Épreuve         | Super G |
| ------------------------- | ------- |
| Mondiaux 2009 Val d'Isère | Abandon |

### Coupe du monde
- Meilleur classement général : 127e en 2009 et 2010.
- Meilleur résultat sur une manche : 22e.

| Saison/Classement | Général | Général | Descente | Descente | Super G | Super G |
| Saison/Classement | Class.  | Points  | Class.   | Points   | Class.  | Points  |
| ----------------- | ------- | ------- | -------- | -------- | ------- | ------- |
| 2008              | 135e    | 6       | 56e      | 6        |         |         |
| 2009              | 127e    | 12      | 53e      | 5        | 44e     | 7       |
| 2010              | 127e    | 11      | -        | -        | 44e     | 11      |
| 2011              | 157e    | 6       | 57e      | 6        |         |         |

### Autres
- 1 podium en Coupe d'Europe.
- 1 podium en Coupe nord-américaine.